# Chelonioidea
Le tartarughe di mare (Chelonioidea Baur, 1893) sono una superfamiglia di Testudines adattate alla vita marina. Sono tra i più antichi tetrapodi della Terra.
Sono rettili perfettamente adattati alla vita marina, grazie alla forma allungata del corpo, ricoperto da un robusto guscio o carapace, ed alla presenza di “zampe” trasformate in pinne.
Possono vivere circa 30-60 anni. Alcune specie possono spingersi fino a più di 12 anni.

## Tassonomia
- Famiglia Dermochelyidae[7]: 
  - Dermochelys coriacea tartaruga liuto o dermochelide coriacea
- Famiglia Cheloniidae[8]: 
  - Caretta caretta tartaruga comune
  - Chelonia mydas tartaruga verde o tartaruga franca
  - Eretmochelys imbricata tartaruga embricata
  - Lepidochelys kempii tartaruga di Kemp
  - Lepidochelys olivacea tartaruga olivastra o tartaruga bastarda
  - Natator depressus tartaruga a dorso piatto

## Alimentazione
Le tartarughe di mare sono per lo più erbivore e mangiano soprattutto alghe e alcuni tipi di corallo. Si nutrono anche di meduse, essendo immuni alla loro puntura, grazie alla robusta pelle di cui sono dotate.

## Descrizione
In generale, le tartarughe marine hanno un piano corporeo più fusiforme rispetto alle loro controparti terrestri o d'acqua dolce. Questa assottigliamento a entrambe le estremità riduce il volume e significa che le tartarughe marine non possono ritrarre la testa e gli arti nei loro gusci per protezione, a differenza di molte altre tartarughe. Tuttavia, il piano corporeo aerodinamico riduce l'attrito e la resistenza nell'acqua e consente alle tartarughe marine di nuotare più facilmente e rapidamente.
La tartaruga liuto è la tartaruga marina più grande, misura 2–3 metri (6–9 piedi) di lunghezza, 1–1,5 metri (3–5 piedi) di larghezza e pesa fino a 700 kg (1500 libbre). Altre specie di tartarughe marine sono più piccole, essendo per lo più lunghe 60–120 cm (2–4 piedi) e proporzionalmente più strette.

## Distribuzione e habitat
Le tartarughe marine possono essere trovate in tutti gli oceani ad eccezione delle regioni polari. La tartaruga marina dal dorso piatto si trova esclusivamente sulla costa settentrionale dell'Australia. La tartaruga di Kemp si trova esclusivamente nel Golfo del Messico e lungo la costa orientale degli Stati Uniti.
Le tartarughe marine si trovano generalmente nelle acque sopra le piattaforme continentali. Durante i primi tre o cinque anni di vita, le tartarughe marine trascorrono la maggior parte del loro tempo nella zona pelagica galleggiando su stuoie di alghe. Le tartarughe marine in particolare si trovano spesso nelle stuoie di Sargassum, nelle quali trovano cibo, riparo e acqua. Una volta raggiunta l'età adulta, la tartaruga marina si avvicina alla riva. Le femmine verranno a terra per deporre le uova sulle spiagge sabbiose durante la stagione della nidificazione.
Le tartarughe marine migrano per raggiungere le loro spiagge di deposizione delle uova, che sono in numero limitato. Di solito migrano su grandi distanze. Tutte le tartarughe marine hanno un corpo di grandi dimensioni, il che è utile per spostarsi su grandi distanze. Le grandi dimensioni del corpo offrono anche una buona protezione contro i grandi predatori (in particolare gli squali) che si trovano nell'oceano.
A causa del virus COVID-19, l'attività umana su tutte le spiagge era praticamente cessata, con conseguente aumento della nidificazione delle tartarughe marine. In Thailandia nel 2020 è stato trovato il maggior numero di nidi negli ultimi 20 anni..

## Ciclo vitale

1) Le tartarughe marine maschi e femmine invecchiano nell'oceano e migrano verso acque costiere poco profonde. 2) Si accoppiano nell'acqua vicino ai siti di nidificazione al largo. 3) I maschi adulti ritornano ai siti di alimentazione nell'acqua. 4) Le femmine si alternano tra l'accoppiamento e la nidificazione. 5) Le femmine depongono le uova. 6) Al termine della stagione, le femmine tornano ai siti di alimentazione. 7) Le uova incubano per 60-80 giorni e si schiudono. 8) I piccoli appena nati emergono dai nidi e viaggiano dalla riva all'acqua. 9) Le tartarughe marine maturano nell'oceano fino a quando non sono pronte per ricominciare il ciclo.

Ci vogliono decenni prima che le tartarughe marine raggiungano la maturità sessuale. Le tartarughe marine mature possono migrare per migliaia di miglia per raggiungere i siti di riproduzione. Dopo l'accoppiamento in mare, le femmine di tartaruga marina adulte tornano a terra per deporre le uova. Diverse specie di tartarughe marine mostrano vari livelli di filopatria. Nel caso estremo, le femmine tornano sulla stessa spiaggia dove si sono schiuse. Questo può avvenire ogni due o quattro anni di maturità.
La femmina nidificante matura si trascina sulla spiaggia, quasi sempre di notte, e trova della sabbia adatta in cui fare il nido. Usando le pinne posteriori, scava un buco circolare profondo da 40 a 50 centimetri (da 16 a 20 pollici). Dopo che la buca è stata scavata, la femmina inizia a riempire il nido con la sua covata di uova dal guscio molle. A seconda della specie, una tipica covata può contenere da 50 a 350 uova. Dopo la deposizione, riempie nuovamente il nido di sabbia, ridisegnando e levigando la superficie, quindi mimetizzando il nido con la vegetazione fino a renderlo quasi non rilevabile visivamente. Può anche scavare nidi di richiamo. L'intero processo richiede da 30 a 60 minuti. Quindi torna nell'oceano, lasciando le uova incustodite.
Le femmine possono deporre da 1 a 8 covate in una sola stagione. Esse si alternano tra l'accoppiamento in acqua e la deposizione delle uova a terra. La maggior parte delle specie di tartarughe marine nidifica individualmente. Ma le tartarughe marine ridley vengono a terra in massa, conosciute come arribada (arrivo). Con la tartaruga di Kemp ciò si verifica durante il giorno.
Le tartarughe marine hanno una determinazione del sesso dipendente dalla temperatura, il che significa che il sesso della piccola tartaruga marina in via di sviluppo dipende dalla temperatura a cui è esposta. Temperature più calde producono piccoli femmine, mentre temperature più fredde producono piccoli maschi. Le uova incubano per 50-60 giorni. Le uova in un nido si schiudono insieme in un breve periodo di tempo. Le tartarughe marine si liberano dal guscio dell'uovo, scavano nella sabbia e strisciano in mare. La maggior parte delle specie di tartarughe marine si schiudono di notte. Tuttavia, la tartaruga di Kemp si schiude comunemente durante il giorno. I nidi di tartarughe marine che si schiudono durante il giorno sono più vulnerabili ai predatori e possono incontrare più attività umane sulla spiaggia.
I piccoli più grossi hanno una maggiore probabilità di sopravvivenza rispetto agli individui più minuti, il che può essere spiegato dal fatto che la prole più grande è più veloce e quindi meno esposta alla predazione. Infatti gli individui più grandi non sono presi di mira così spesso. Uno studio condotto su questo argomento mostra che le dimensioni del corpo sono correlate positivamente con la velocità, quindi le tartarughe marine più grandi sono esposte ai predatori per un periodo di tempo più breve. Il fatto che vi sia una predazione dipendente dalle dimensioni sulle tartarughe ha portato allo sviluppo evolutivo di grandi dimensioni corporee di tali animali.

## Importanza per gli ecosistemi
Negli oceani, le tartarughe marine, in particolare le tartarughe marine verdi, sono tra le pochissime creature (un altro sono i lamantini) che si nutrono di erba marina. L'erba marina deve essere costantemente tagliata per aiutarla a crescere sul fondo del mare. Il pascolo delle tartarughe marine aiuta a mantenere la salute dei letti di alghe. I letti di praterie marine forniscono terreno di riproduzione e sviluppo per numerosi animali marini. Senza di loro, molte specie marine raccolte dall'uomo andrebbero perse, così come i livelli inferiori della catena alimentare. Le reazioni potrebbero portare molte più specie marine alla fine in pericolo o estinte.
Le tartarughe marine usano spiagge e dune di sabbia per deporre le uova. Tali ambienti costieri sono poveri di nutrienti e dipendono dalla vegetazione per proteggersi dall'erosione. Le uova, nate o non schiuse, e i piccoli che non riescono ad arrivare nell'oceano sono fonti di nutrienti per la vegetazione delle dune e quindi proteggono questi habitat di nidificazione per le tartarughe marine, formando un circuito di feedback positivo.
Le tartarughe marine mantengono anche una relazione simbiotica con il giallo tang, in cui il pesce mangerà le alghe che crescono sul guscio di una tartaruga marina.

## Minacce

### Caccia da parte dell'uomo

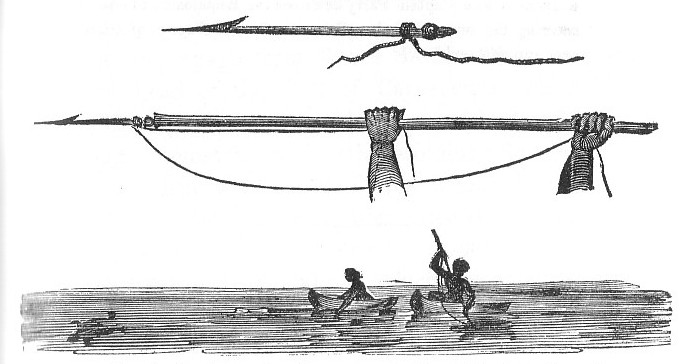
"Modo in cui i nativi della costa orientale colpiscono la tartaruga". Vicino a Cooktown, Australia. Dal sondaggio di Phillip Parker King, 1818.

Mentre ciò che mette in pericolo le tartarughe marine sono prevalentemente predatori naturali, sempre più numerose minacce per loro sono arrivate con la presenza sempre crescente di esseri umani.
Le tartarughe marine vengono catturate in tutto il mondo, sebbene sia illegale cacciare la maggior parte delle specie in molti paesi. Gran parte dei raccolti intenzionali di tartarughe marine in tutto il mondo sono destinati al cibo. Molte parti del mondo hanno a lungo considerato le tartarughe marine una cucina raffinata. In Inghilterra durante il 1700, le tartarughe marine venivano consumate come prelibatezza fino all'estinzione, spesso per produrre zuppa di tartaruga. Antichi testi cinesi risalenti al V secolo a.C. descrivono le tartarughe marine come prelibatezze esotiche. Molte comunità costiere in tutto il mondo dipendono dalle tartarughe marine come fonte di proteine, spesso raccogliendo diverse tartarughe marine contemporaneamente e mantenendole in vita fino al momento del bisogno. Le popolazioni costiere raccolgono uova di tartaruga marina per il consumo.
In misura molto minore, alcune specie sono prese di mira per i loro gusci. Esso è un materiale ornamentale decorativo tradizionale utilizzato in Giappone e Cina.

### Predatori e malattie
La maggior parte della mortalità delle tartarughe marine si verifica nella prima parte del loro ciclo vitale. Le tartarughe marine di solito depongono circa 100 uova alla volta, ma in media solo una delle uova del nido sopravvive fino all'età adulta. Procioni, volpi e uccelli marini possono razziare i nidi o i piccoli possono essere mangiati entro pochi minuti dalla schiusa mentre fanno la loro corsa iniziale verso l'oceano. Una volta in acqua, sono suscettibili agli uccelli marini, ai grandi pesci e persino ad altre tartarughe marine.
Le tartarughe marine adulte hanno pochi predatori. I grandi carnivori acquatici come squali e coccodrilli sono le loro maggiori minacce; tuttavia, le segnalazioni di predatori terrestri che attaccano le femmine nidificanti non sono rare. È stato riferito che i giaguari si schiantano contro i gusci delle tartarughe marine con le loro zampe e ne estraggono la carne.

### Catture accessorie
Una delle minacce più significative e contemporanee per le tartarughe marine deriva dalle catture accessorie (bycatch) dovute a metodi di pesca imprecisi. Il palangaro è stato identificato come una delle principali cause di morte accidentale delle tartarughe marine. C'è anche una domanda del mercato nero per il guscio di tartaruga sia per la decorazione che per i presunti benefici per la salute.
Le tartarughe marine devono emergere per respirare. Intrappolate nelle reti dei pescatori, non sono più in grado di emergere e spesso annegano di conseguenza. All'inizio del 2007 quasi mille tartarughe marine sono state uccise inavvertitamente nel Golfo del Bengala nei mesi successivi al periodo di pesca.
Tuttavia, alcune modifiche relativamente poco costose alle tecniche di pesca, come ami leggermente più grandi e trappole da cui le tartarughe marine possono scappare, possono ridurre drasticamente il tasso di mortalità. I dispositivi di esclusione delle tartarughe (TED) hanno ridotto del 97% le catture accessorie di tartarughe marine nelle reti per gamberetti.

### Sviluppo della spiaggia
L'inquinamento luminoso dovuto allo sviluppo delle spiagge è una minaccia per le tartarughe marine; il bagliore delle fonti cittadine può farle finire nel traffico invece che nell'oceano. Sulla costa orientale della Florida, parti della spiaggia note per ospitare nidi di tartarughe marine sono protette da recinzioni. I conservazionisti hanno monitorato le schiuse, trasferendo sulla spiaggia le tartarughe marine perdute.
I piccoli trovano la loro strada verso l'oceano strisciando verso l'orizzonte più luminoso e possono disorientarsi lungo la costa. Le restrizioni di illuminazione possono impedire alle luci di brillare sulla spiaggia e di confondere i piccoli. L'illuminazione sicura per le tartarughe marine utilizza una luce LED rossa o ambra, invisibile alle tartarughe marine, al posto della luce bianca.

### Bracconaggio
Un'altra grave minaccia per le tartarughe marine è il commercio nero di uova e carne. Questo è un problema in tutto il mondo, ma soprattutto una preoccupazione in Cina, Filippine, India, Indonesia e nelle nazioni costiere dell'America Latina. Le stime raggiungono un massimo di 35.000 tartarughe marine uccise all'anno in Messico e lo stesso numero in Nicaragua. I conservazionisti in Messico e negli Stati Uniti hanno lanciato campagne "Non mangiare tartarughe marine" per ridurre questo commercio di prodotti. Queste campagne hanno coinvolto figure come Dorismar, Los Tigres del Norte e Maná. Le tartarughe marine vengono spesso consumate durante la quaresima cattolica, anche se sono rettili, non pesci. Di conseguenza, le organizzazioni di conservazione hanno scritto lettere al Papa chiedendogli di dichiarare "carne" le tartarughe marine.

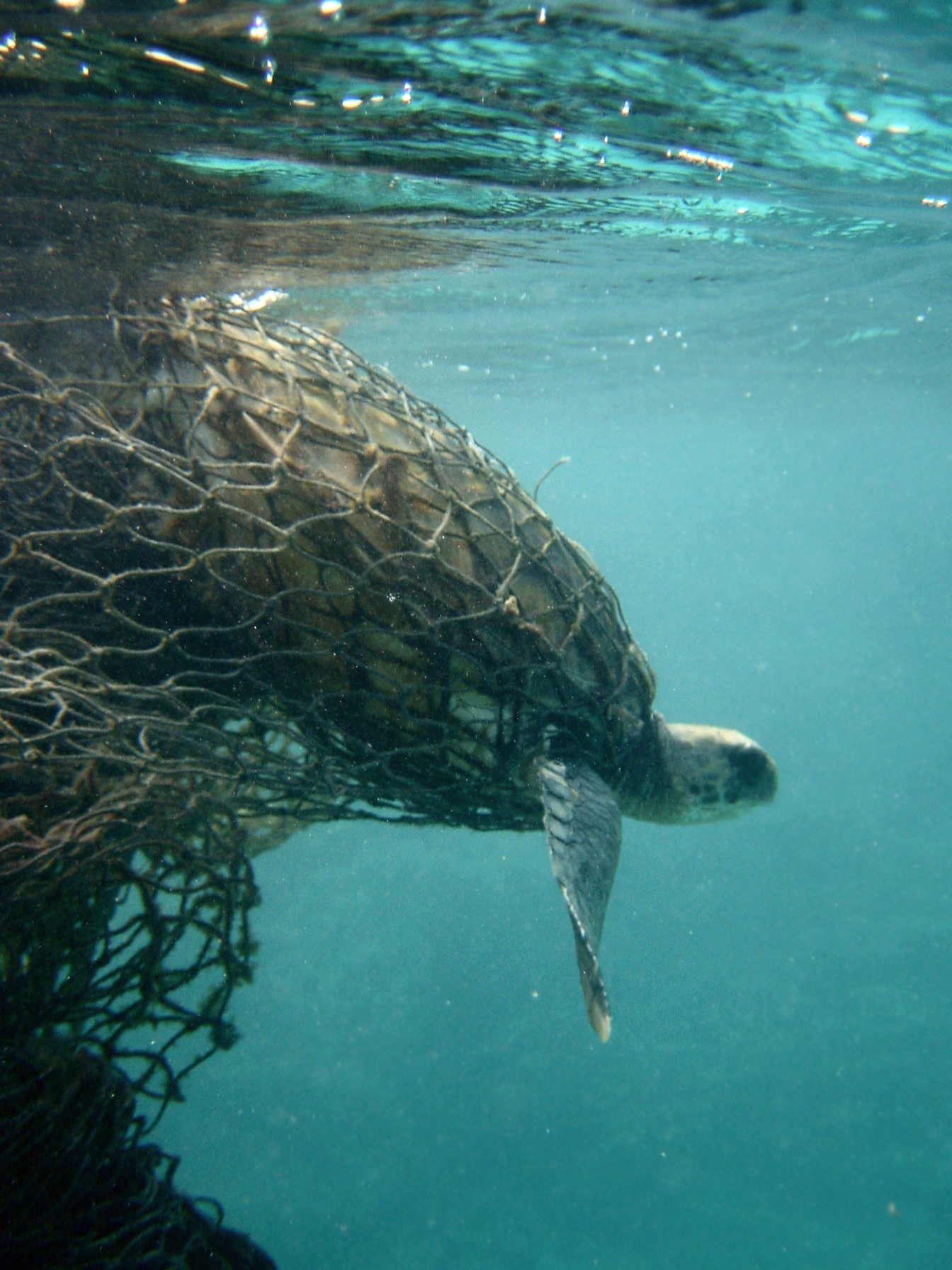
Una tartaruga marina impigliata in una rete da pesca

### Detriti marini
Un altro pericolo per le tartarughe marine deriva dai detriti marini, in particolare dalla plastica che può essere scambiata per meduse e dalle reti da pesca abbandonate in cui possono impigliarsi.

### Cambiamento climatico
Il cambiamento climatico può rappresentare una minaccia per le tartarughe marine. Poiché la temperatura della sabbia nelle spiagge di nidificazione definisce il sesso di una tartaruga marina mentre si sviluppa nell'uovo, si teme che l'aumento delle temperature possa produrre troppe femmine. Tuttavia, sono necessarie ulteriori ricerche per capire in che modo il cambiamento climatico potrebbe influenzare la distribuzione del genere delle tartarughe marine e quali altre possibili minacce potrebbe rappresentare.

### Fuoriuscite di petrolio e sostanze chimiche
Le tartarughe marine sono molto vulnerabili all'inquinamento da idrocarburi, sia per la tendenza del petrolio a indugiare sulla superficie dell'acqua, sia perché il petrolio può colpirle in ogni fase del loro ciclo di vita.

## Galleria d'immagini

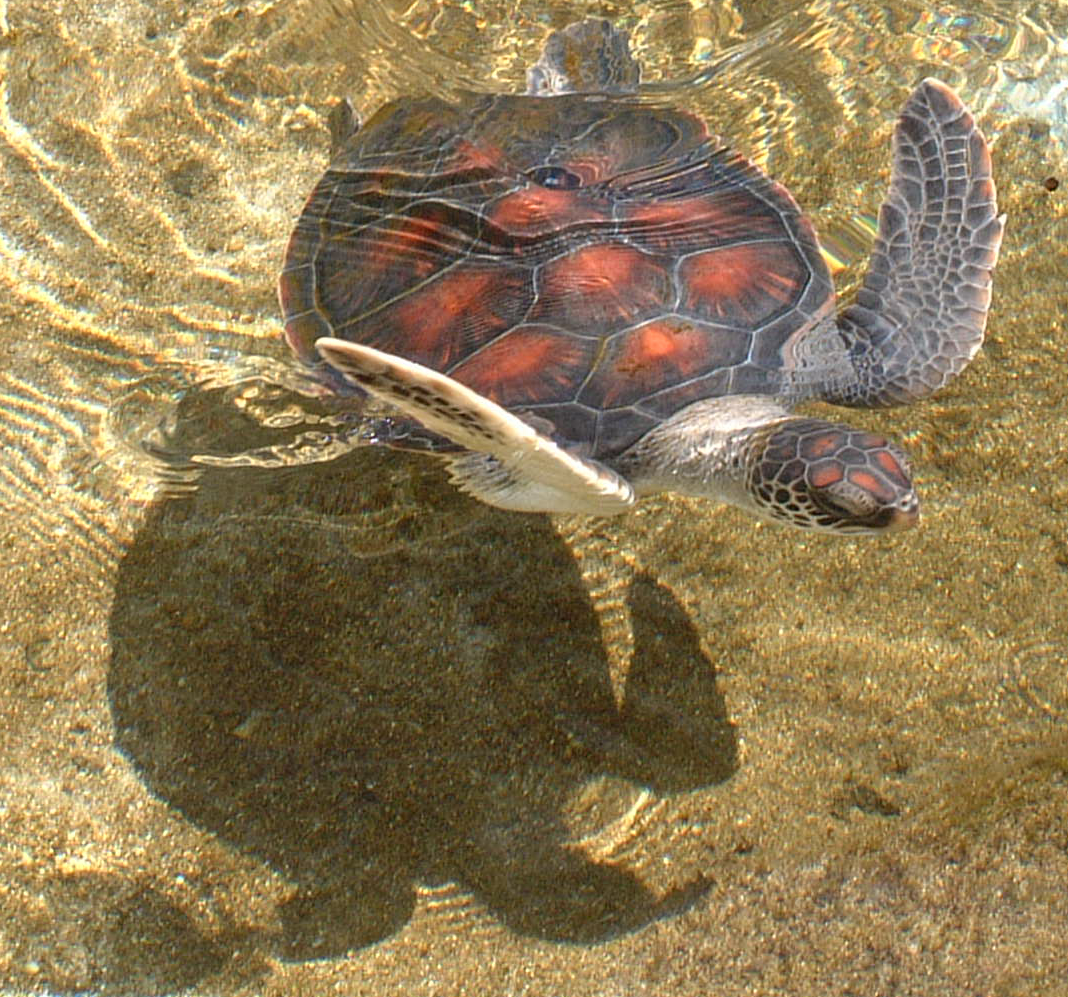
Tartaruga verde hawaiana immatura in acque poco profonde
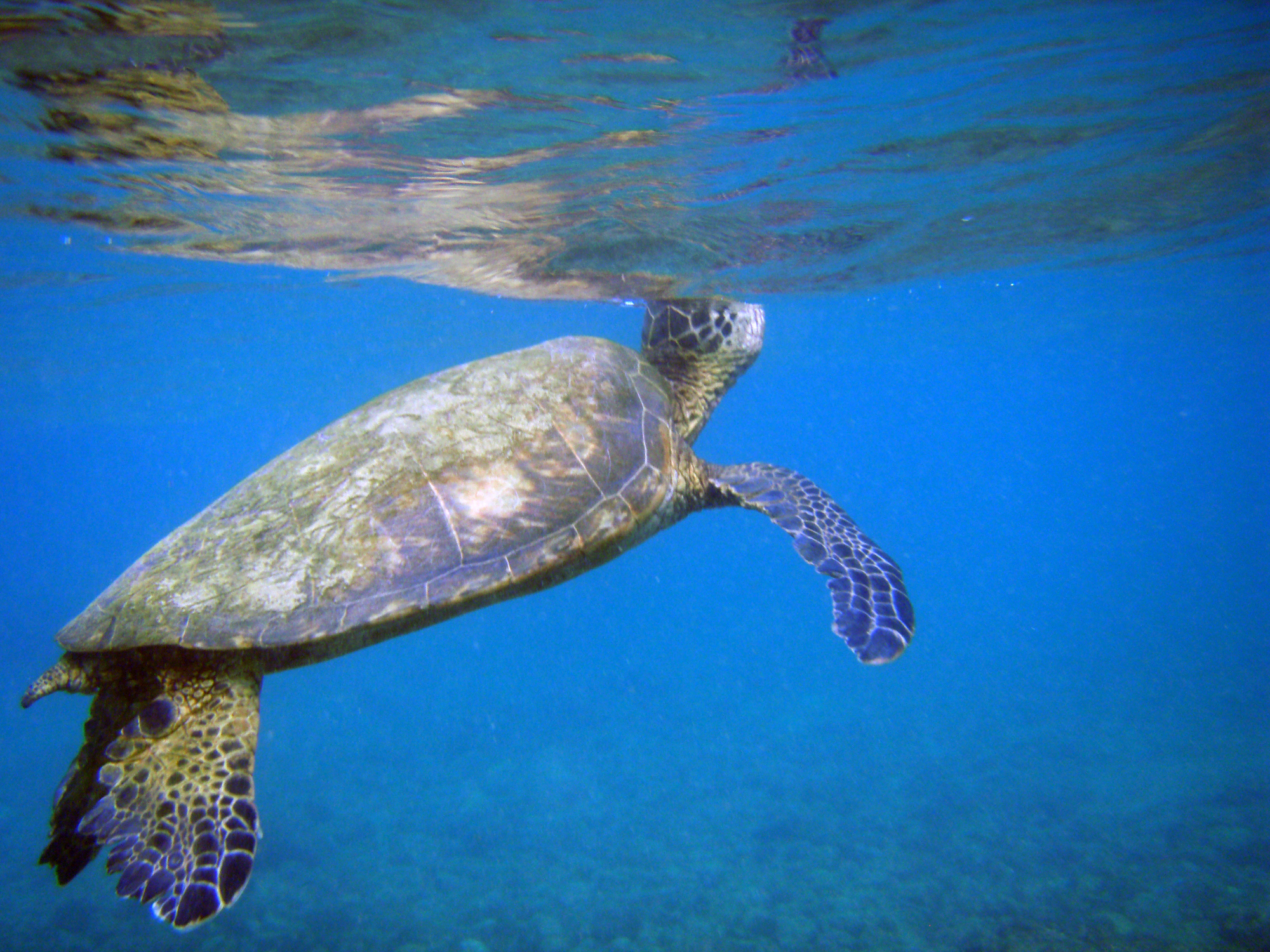
Una tartaruga marina mette la testa in superficie per respirare.
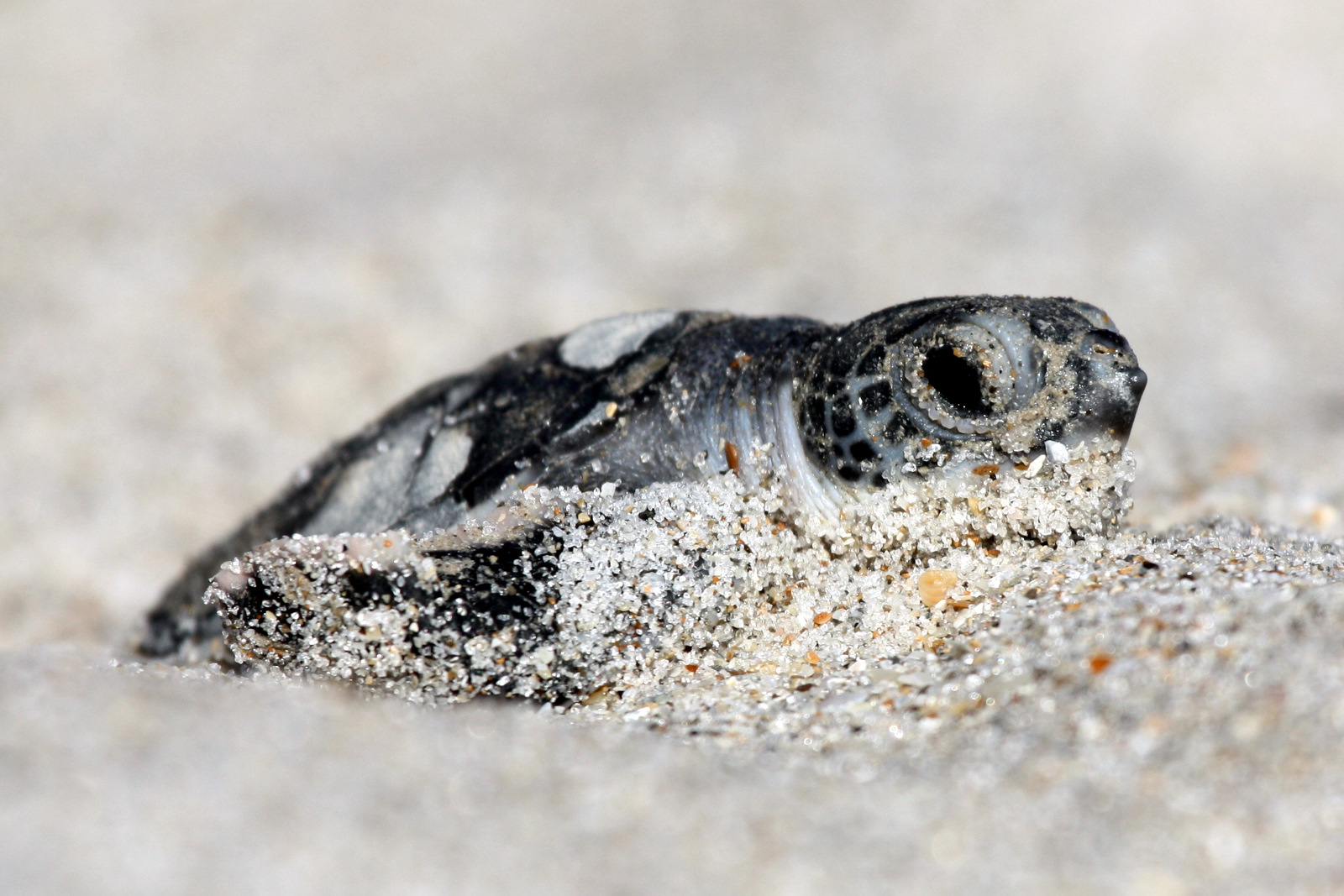
Tartaruga di mare nella sabbia fotografata da USFWS Southeast
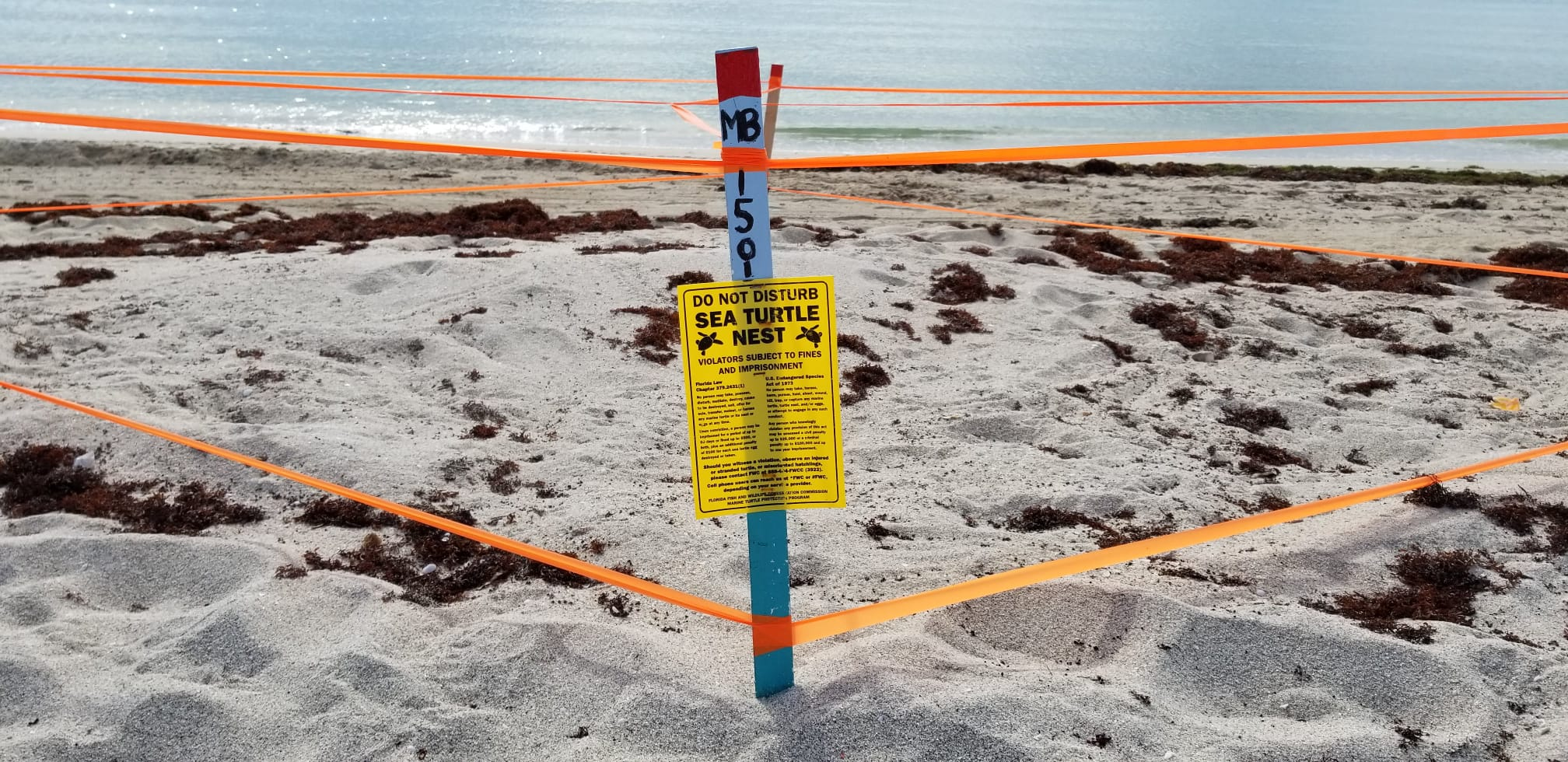
Area di nidificazione protetta per le tartarughe a Miami, in Florida
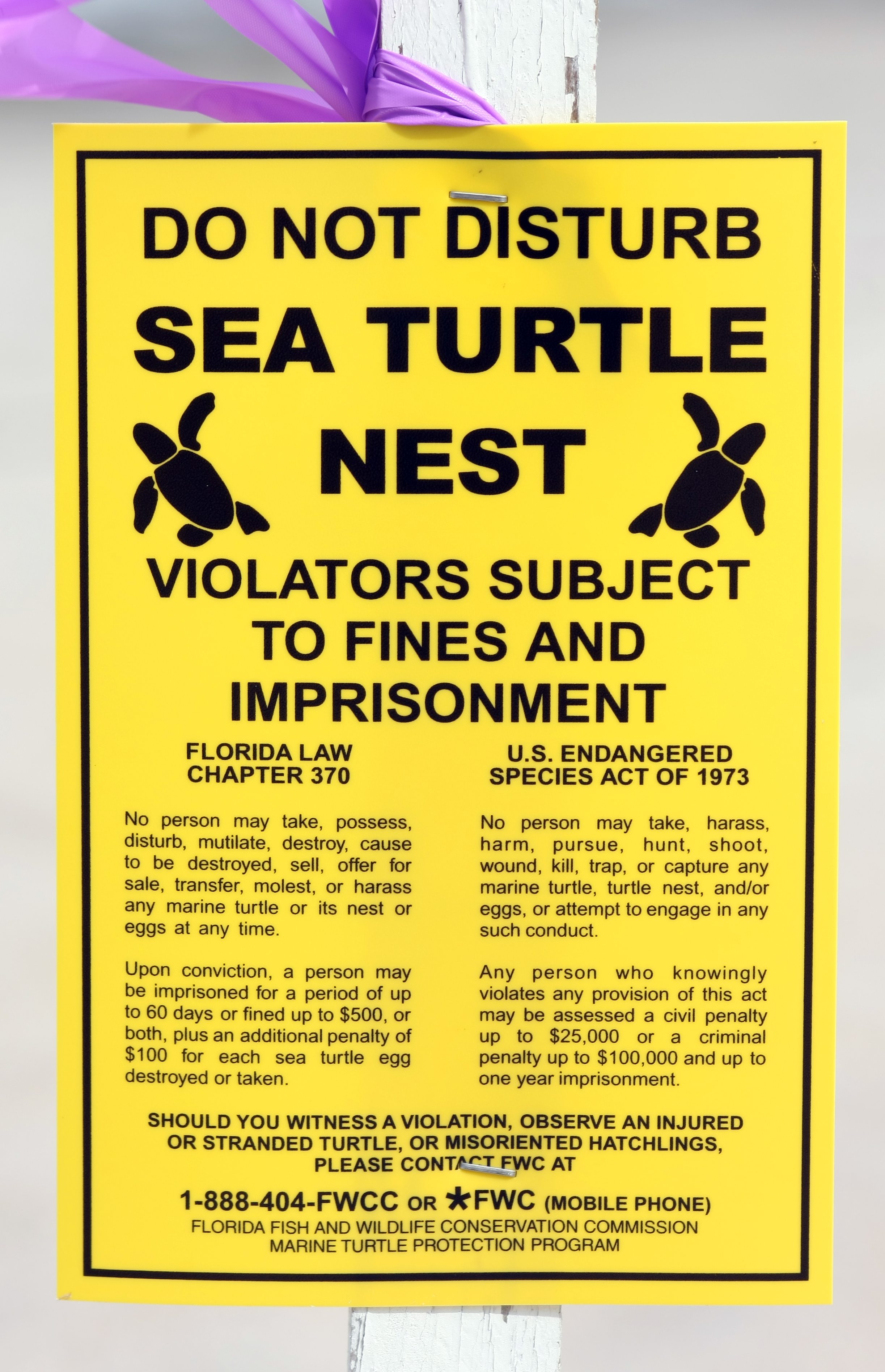
Avviso legale pubblicato vicino a un nido di tartarughe marine a Boca Raton, Florida
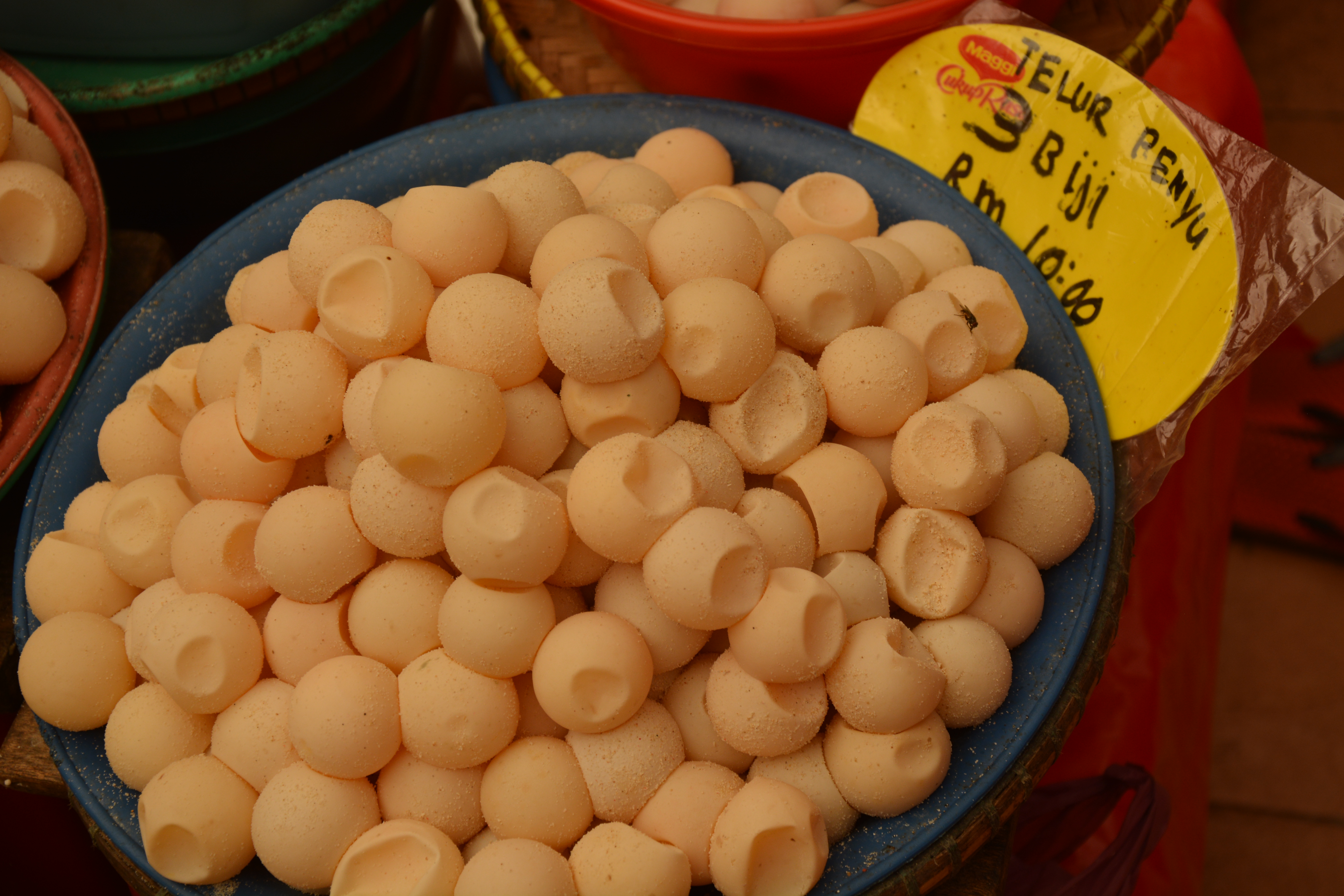
Uova di tartaruga marina vendute in un mercato della Malesia
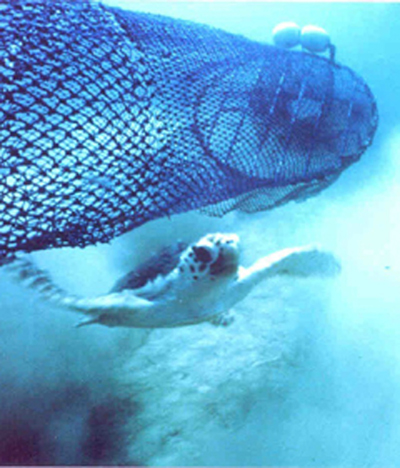
Tartaruga marina che scappa da una rete per gamberetti attraverso un dispositivo di esclusione delle tartarughe, che consente ad essa di scappare quando viene catturata nella rete di un pescatore.
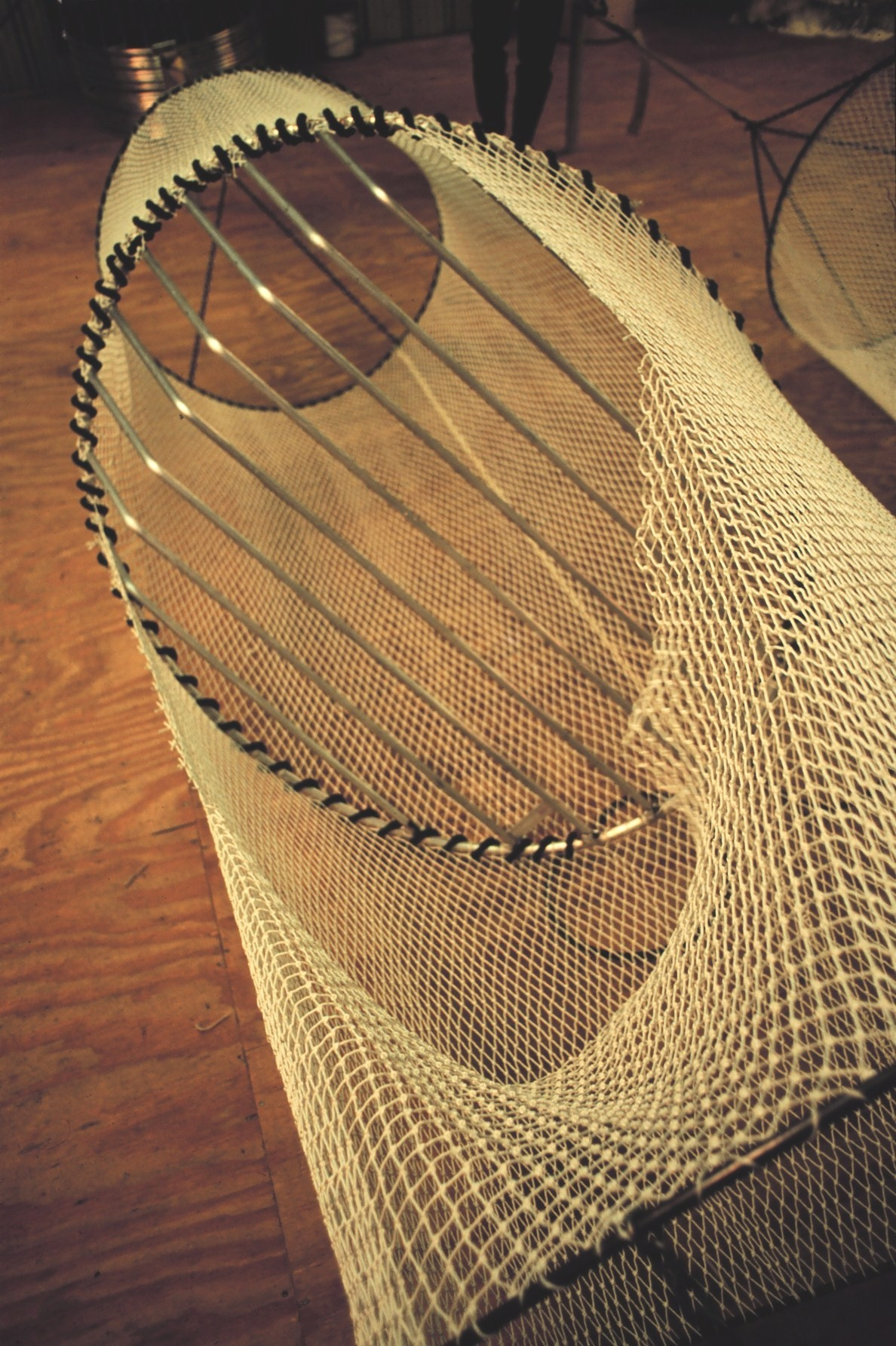
Un esempio di dispositivo commerciale di esclusione delle tartarughe